# Glen Morgan
Glen Morgan (n. 12 iulie 1961, El Cajon⁠(d), California, SUA) este un producător, scenarist și regizor de televiziune american. El este cel mai bine cunoscut pentru scrierea unor episoade din serialul dramatic supranatural science-fiction Fox Dosarele X împreună cu colegul său, James Wong. A lucrat ca producător executiv la cel de-al unsprezecelea sezon al serialului. De asemenea, a fost producător executiv al serialului reboot din 2019 Zona crepusculară al lui Jordan Peele de la Monkeypaw Productions. Morgan și Wong sunt fondatorii Hard Eight Pictures și au creat împreună Space: Above and Beyond.

## Filmografie

### Ca actor
- Trick or Treat (1986) ca Roger Mockus

### Ca scenarist
- The Boys Next Door (1985) (cu James Wong)
- Trick or Treat (1986) (nemenționat)
- The X-Files (scenarist, co-producător executiv, producător consultant) (1993–1997)
- Space: Above and Beyond (1995) (co-creator și scenarist, cu James Wong)
- Millennium (producător executiv, producător consultant, scenarist) (1996–1998)
- Final Destination (2000) (cu James Wong și Jeffrey Reddick)
- The One (2001) (cu James Wong)
- Final Destination 3 (2006) (cu James Wong)
- Black Christmas (2006)
- The X-Files (2016) și (2018), 3 episoade.